# Šumbark
Šumbark (deutsch Schumbarg, Schumberg, Schomberg polnisch Szumbark, Szomberk, Szombark, Szumberk) ist ein nordwestlicher Stadtteil von Havířov in Tschechien.

## Geschichte
Das Dorf Schomberg im Herzogtum Teschen wurde im Jahr 1430 erstmals urkundlich erwähnt. Der deutschstämmige topographische Name ist von Schönberg abgeleitet. Die erste Adaptation in die tschechische Amtssprache tauchte im Jahr 1447 als z Ssumbergka auf, aber folgte durch die Änderungen oe ≥ o, n+b ≥ m +b, er ≥ ar (1450: z Ssumberka, 1568: na Ssumberku, 1592: na Ssomberku, 1598: na Szombarcze, 1652: Szonbarg, 1686: Ssumbark) eher der polnischen Adaptation der Namen mit dem Suffix -berg (vergleiche z. B. Szymbark (Gorlice), Szlembark, Tymbark) als der tschechischen -berg ≥ -berk ≥ -perk (z. B. Šumperk, Vimperk). In der örtlichen polnisch-schlesischen Mundart wurde der Name szómbark ausgesprochen.
Die Besitzer, die sich ze Szumberka (von Schumbarg) unterschrieben, bauten im 15. Jahrhundert eine Befestigung, die im frühen 17. Jahrhundert zu einem Renaissance-Schloss umgebaut wurde.
Aus dem Jahr 1527 stammt die erste Erwähnung einer römisch-katholischen Kirche, die in der Zeit der Reformation lutherisch wurde. Nach dem Tod Herzogin Elisabeth Lukretias 1653 erlosch der Teschener Familienzweig der Schlesischen Piasten und das Herzogtum fiel als erledigtes Lehen an die Krone Böhmen, die seit 1526 das Haus Habsburg innehatte. Die Habsburger leiteten die Rekatholisierung der Untertanen ein. Im Jahr 1654 gab eine habsburgische Sonderkommission 49 Kirchen und eine Kapelle an die Katholiken zurück, darunter in Schumbarg am 25. März.

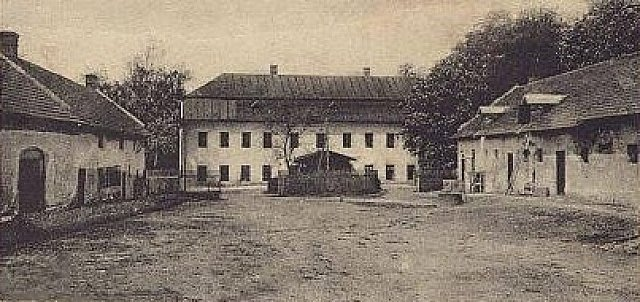
Schloss im Jahr 1908

In der Beschreibung Teschener Schlesiens von Reginald Kneifl im Jahr 1804 war Schumbag, auch Schombarg, pohlnisch Szombarch ein Dorf an der Luczina des Herrn Karl von Rußezky im Teschner Kreis. Das Dorf hatte 62 Häuser mit 470 Einwohnern schlesisch-polnischer Mundart, die eine St.-Katherina-Filialkirche der Pfarrei in Nieder Bludowitz hatten. Auch auf der ethnographischen Karte der Österreichischen Monarchie von Karl von Czoernig-Czernhausen aus dem Jahr 1855 lag Schumbarg an der polnischen Seite der sprachlichen Grenze entlang der Luczina. Im Jahr 1835 erlangte die Güter von Schumbarg Josef Ludwig Neisser aus Neutitschein, der 1839 eine in Europa bekannte Färberei der Türkischrotfärbung eröffnete.
Nach der Aufhebung der Patrimonialherrschaften wurde es zu einer Gemeinde in Österreichisch-Schlesien, im Bezirk Teschen. Nach der Ausgliederung des Bezirkes Freistadt im Jahr 1868 wurde es mit Nieder Dattin und Nieder Bludowitz zu einer nordwestlichsten lutherischen Halbinsel des Gerichtsbezirkes Teschen (ab 1901 des Bezirkes Teschen, nach der Ausgliederung des Bezirkes Friedek). Nach der Volkszählungen des Jahres 1880 gab die Mehrheit der Bewohner (697 von 737, oder 94,6 %) tschechische Umgangssprache an, die polnische Sprache nur 17 oder 2,3 %, die deutsche 23 oder 3,1 %. Nach den folgenden Zensus in den Jahren 1890 bis 1910 war es dagegen überwiegend polnischsprachig (98,9 % in 1890, 93,7 in 1910), und zwar als die nordwestlichste mehrheitlich polnischsprachige Gemeinde des Bezirkes. Im Jahr 1910 gab es 1380 Einwohner, davon waren 64 (4,9 %) Tschechischsprachige, 19 (1,4 %) Deutschsprachige, 695 (50,3 %) Protestanten, 661 (47,9 %) Römisch-Katholiken, 22 (1,6 %) Juden. Ab 1907 gehörte die Gemeinde zum Wahlbezirk Schlesien 13. In der ersten allgemeinen, gleichen, geheimen und direkten Reichsratswahl 1907 sowie der Reichsratswahl 1911 gewann dort viermal Ryszard Kunicki aus der Polnischen Sozialdemokratischen Partei Galiziens und Teschener Schlesiens.
1911 wurde ein Bahnhof auf der Bahnlinie aus Ostrau nach Teschen eröffnet, was zu einer Industrialisierung in den 1920er Jahren führte.

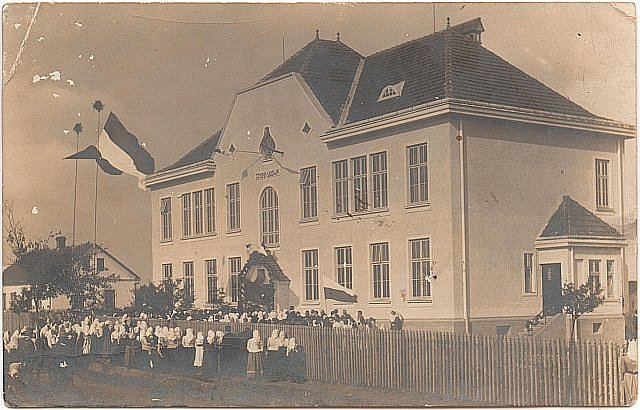
Polnische Volksschule im Jahr 1912

Nach dem Zusammenbruch Österreich-Ungarns Ende 1918 war das Gebiet von Teschen umstritten. Am 5. November 1918 verständigten sich der Polnische Nationalrat des Herzogtums Teschen (Rada Narodowa Kięstwa Cieszyńskiego, RNKC) und das tschechische Gebietskomitee (Zemský národní výbor, ZNV) darauf, dass Schumbarg als Szumbark an Polen fallen sollte. Die tschechoslowakische Regierung erkannte das jedoch nicht an. Nach dem Polnisch-Tschechoslowakischen Grenzkrieg, einer nicht verwirklichten Volksabstimmung sowie der Entscheidung des Botschafterrats der Siegermächte am 28. Juli 1920, wurde der Ort ein Teil der Tschechoslowakei und des Bezirks Český Těšín. 1938 wurde Šumbark als Teil des Olsagebiets von Polen annektiert und der neue polnische Grenzort kam im Jahre darauf nach dem Überfall auf Polen zum Deutschen Reich. Bis 1945 gehörte es zum Landkreis Teschen und kam nach Kriegsende zur Tschechoslowakei zurück.

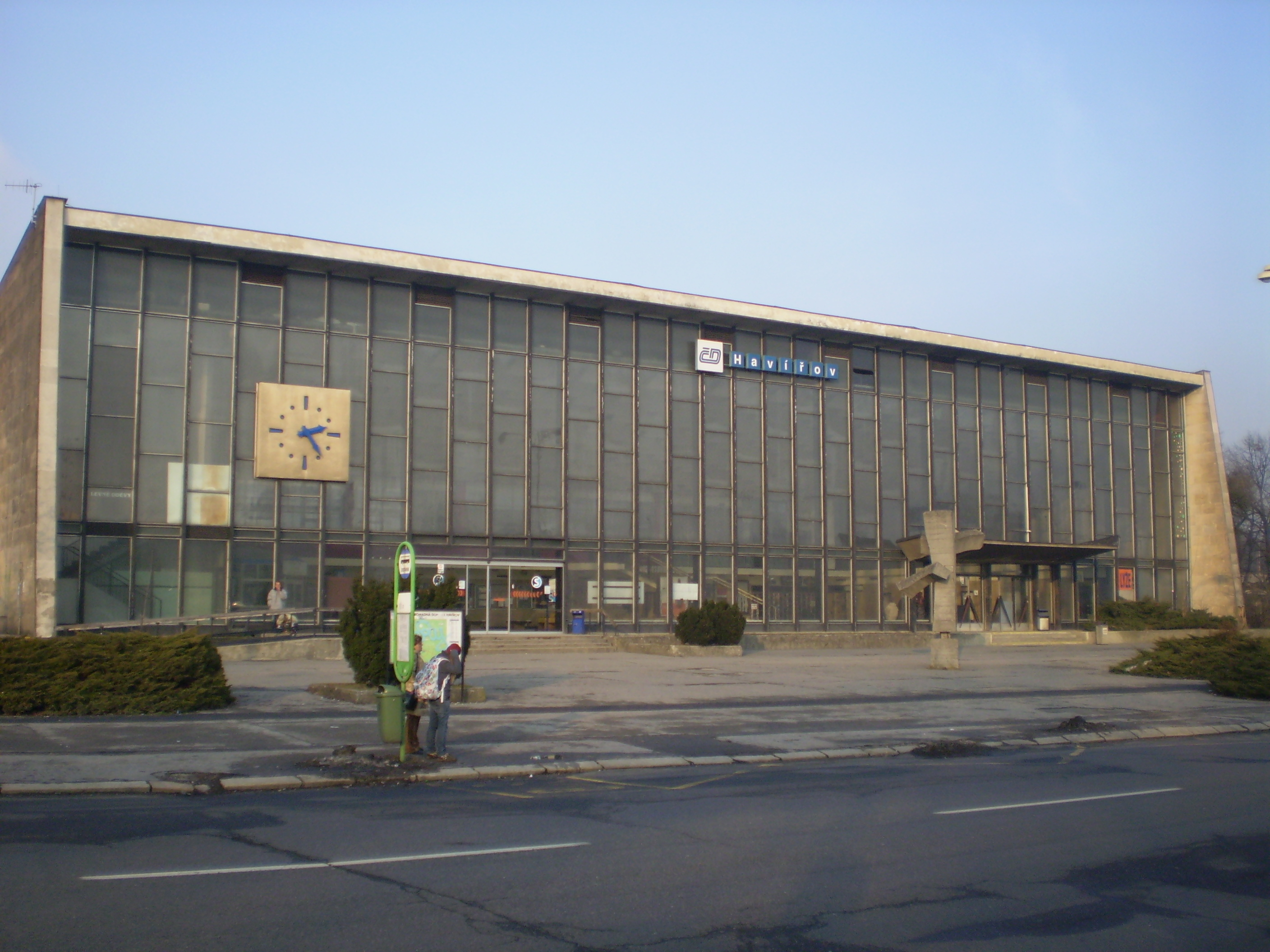
Bahnhof

Im Jahr 1947 begann der Bau der Sozrealistische Arbeiterstadt für das Ostrau-Karwiner Kohle- und Industriegebiet. Am 18. Dezember 1955 wurden 53 Hektar Fläche aus Šumbark für die neue Stadt Havířov ausgegliedert. Der Rest von Šumbark wurde 1960 eingemeindet. Der Bahnhof wurde umgebaut. In den Jahren 1986–1990 entstand eine große Plattenbausiedlung. Aus der Zeit vor dem kommunistischen Ausbau wurden u. a. Anna-Kirche aus den Jahren 1841–1845 und Teile des Schlosses beibehalten.